# Bos
Bos je rod divljih i domaćih goveda ili volova. Rod Bos može se podijeliti na četiri podroda: Bos, Bibos, Novibos i Poephagus, no njihove razlike sporne su. U rod je smješteno pet sadašnjih vrsta. Ipak, taj se broj može popeti na sedam vrsta, ako se domesticirane sorte računaju kao odvojene vrste.

## Građa i oblik
Većina su vrsta ovog roda travojedi, s dugim jezicima kojim uvijaju biljnu hranu prema njihovom željama, te velikim zubima kako bi rastavili biljni materijal prije unošenja u tijelo. Mnoge su vrste preživači, sa želucem podijeljenim u četiri dijela koji im dopušta da rastave teško probavljivu biljnu hranu kojom se hrane.

## Rasprostranjenost
U današnje vrijeme postoji 1,3 milijarde živih domesticiranih goveda, čineći ih jednima od najbrojnijih životinja. Članovi ovog roda trenutačno se mogu pronaći u Africi, Aziji, istočnoj Europi i Sjevernoj Americi. Njihovo stanište razlikuje se ovisno o vrsti; može ih se pronaći u prerijama, kišnim šumama, močvara, savanama i šumama s umjerenom klimom.

## Ponašanje
Rod Bos ima raspon života od 18 do 25 godina u divljini, dok je u zatočeništvu zabilježen primjerak s 36 godina. Razdoblje skotnosti ovisi o vrsti (9-11 mjeseci), te ženke obično kote jednog mladunca u proljeće. U rijetkim slučajevima, kote po dva mladunca.
Većina se vrsta kreće u stadima čiji se broj primjeraka razlikuje: od 10 članova, do stotine članova. U većini stada, postoji jedan bik (mužjak) za sve krave (ženke). Dominantnost je važna u stadima; tele će obično naslijediti majčino mjesto u hijerarhiji stada.
U pravilu su dnevne životinje, odmarajući se tijekom toplijeg dijela dana, postajući aktivne tijekom jutra i prijepodneva. U područjima u kojima prebiva čovjek ponekad postanu noćne životinje. Neke su vrste migratorne, seleći se u potrazi za hranom i vodom.

## Evolucija roda
Smatra se kako su se današnje vrste roda Bos iz jednog pretka, goveda tur (B. primigenus). Ova je vrsta postojala do 1600-ih godina, kada je pretjeranim lovom potpuno istrijebljena.